# 都会の一人暮らし/愛ってもっと斬新
「都会の一人暮らし/愛ってもっと斬新」（とかいのひとりぐらし/あいってもっとざんしん）は、℃-uteのメジャー23枚目のシングル。2013年11月6日にアップフロントワークス（zetimaレーベル）から発売された。

## 概要
初回生産限定盤A・B・C・D、通常盤A・Bの6形態で発売。初回生産限定盤A・B・CはCD+DVDで、初回生産限定盤Dと通常盤A・BはCDのみとなっている。すべての初回生産限定盤にイベント抽選シリアルナンバーカードが封入されている。

## 収録曲
全作詞・作曲：つんく

### 初回生産限定盤A・B・C、通常盤A
1. 都会の一人暮らし
編曲：鈴木俊介
2. 愛ってもっと斬新
編曲：平田祥一郎
3. Please, love me more!
編曲：江上浩太郎
4. 都会の一人暮らし (Instrumental)
5. 愛ってもっと斬新 (Instrumental)

初回生産限定盤A付属DVD
1. 都会の一人暮らし (Music Video)
2. 都会の一人暮らし (Dance Shot Ver.)

初回生産限定盤B付属DVD
1. 愛ってもっと斬新 (Music Video)
2. 愛ってもっと斬新 (Dance Shot Ver.)

初回生産限定盤C付属DVD
1. 都会の一人暮らし (Close-up Ver.)
2. 愛ってもっと斬新 (Close-up Ver.)
3. 都会の一人暮らし/愛ってもっと斬新 (ジャケット・MV撮影メイキング＆オフショット映像)

### 初回生産限定盤D、通常盤B
1. 都会の一人暮らし
2. 愛ってもっと斬新
3. 誘惑の休日
編曲：原田ナオ
4. 都会の一人暮らし (Instrumental)
5. 愛ってもっと斬新 (Instrumental)

## 参加ミュージシャン
都会の一人暮らし
- プログラミング＆ギター：鈴木俊介
- コーラス：岡井千聖・CHINO

愛ってもっと斬新
- プログラミング：平田祥一郎
- コーラス：矢島舞美・鈴木愛理・CHINO

Please, love me more!
- プログラミング：江上浩太郎
- コーラス：CHINO・山尾正人

誘惑の休日
- プログラミング：原田ナオ
- コーラス：CHINO

## カバー
都会の一人暮らし
- つばきファクトリー - アルバム『first bloom』初回生産限定盤B DISC2（2018年11月14日発売）に収録。